# Pidhirne (Lwiw)
Pidhirne (ukrainisch Підгірне; russisch Подгорное Podgornoje, deutsch Unterbergen) ist ein Dorf in der westukrainischen Oblast Lwiw mit etwa 460 Einwohnern.
Am 29. Oktober 2017 wurde das Dorf ein Teil neu gegründeten Landgemeinde Pidberiszi, bis dahin gehörte es zur Landratsgemeinde Myklaschiw (Миклашів).
Am 12. Juni 2020 wurde das Dorf, welches bis dahin im Rajon Pustomyty lag, ein Teil des neu gegründeten Rajons Lwiw.

## Geschichte

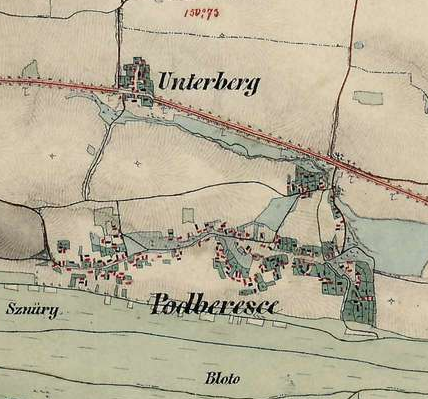
Podberesce (Pidberiszi) und Unterberg auf der Franziszeischen Landesaufnahme um die Mitte des 19. Jahrhunderts

Der Ort entstand im Jahre 1785. Deutsche Kolonisten lutherischer und reformierter Konfession wurden im Zuge der Josephinischen Kolonisation auf dem Grund des Dorfes Pidberiszi angesiedelt. Die Kolonie wurde Unterberg(en) genannt und wurde der Gemeinde Weinbergen (siehe Wynnyky) als ein Ortsteil zugeteilt. Die Protestanten gehörten zur Pfarrgemeinde Lemberg (15 km im Westen) in der Evangelischen Superintendentur A. B. Galizien.
Im Jahre 1900 hatte der Ortsteil Unterbergen der Gemeinde Weinbergen 12 Häuser mit 85 Einwohnern, davon waren 64 Deutschsprachige, 11 Polnischsprachige und 10 Ruthenischsprachige, 10 waren Römisch-Katholiken und 11 Griechisch-Katholiken, 64 anderen Glaubens.
Im Jahre 1921 hatte der Weiler Unterbergen der Gemeinde Weinbergen 10 Häuser mit 55 Einwohnern, davon waren 48 Deutsche, 7 Polen, 49 waren evangelisch, 5 römisch-katholisch und 1 griechisch-katholisch.
1937 gab es 65 Protestanten in Unterbergen, die der Gemeinde in Lemberg gehörten.
Im Zweiten Weltkrieg gehörte es zuerst zur Sowjetunion und ab 1941 zum Generalgouvernement, ab 1945 wieder zur Sowjetunion, heute zur Ukraine. Die dann noch ansässigen Deutschen wurden 1940 infolge des Deutsch-Sowjetischen Grenz- und Freundschaftsvertrages umgesiedelt.